# Poa arachnifera
Poa arachnifera là một loài cỏ trong họ hòa thảo, thuộc chi poa.